# Distorsión
Distorsión és un grup basc de punk rock fundat el 1982 a Barakaldo que ha sofert nombrosos canvis de formació al llarg de la seva història.
Arran de la seva primera maqueta, composta per diferents temes enregistrats en directe que va distribuir-se pels bars i locals de la zona, el grup es va fer conegut fora del País Basc. Distorsión es va dissoldre el 1994 però va reconstituir-se el 2009 girant de nou i compartint escenari amb grups com The Damned, The Adicts i The Exploited.

## Discografia
- ¡Ke buen Dios! (1987)
- Esto es para kitar el stress (1991)
- En esta mierda de vida (1995)
- 20 T-Mazos (recopilatori, 2012)
- Ramoniana (EP, 2013)
- Menos es más (2014)[5]
- El punky del hacha (2022)[6]